# Tyrannoneustes
Tyrannoneustes lythrodectikos
Genre
Espèce
Tyrannoneustes est un genre éteint de crocodyliformes marins de la famille des Metriorhynchidae ayant vécu à la fin Jurassique moyen (Callovien), il y a environ 165 Ma (millions d'années). Il vivait dans ce qui est aujourd'hui l'Europe, et ses fossiles ont été découverts en Angleterre en France  et en Pologne.
La seule espèce connue, Tyrannoneustes lythrodectikos, est la plus ancienne représentante de la famille des Metriorhynchidae.

## Découverte
Ce fossile a été « redécouvert » dans les tiroirs d'une armoire du sous-sol du musée Hunterian Museum and Art Gallery à Glasgow en Écosse. Il avait été découvert entre 1907 et 1909 par un chasseur de fossiles, Alfred Nicholson Leeds (1847-1917), qui l'avait extrait d'une carrière d'argiles à Fletton, zone résidentielle de la ville de Peterborough dans le Cambridgeshire au Royaume-Uni. Ce fossile est donc resté près de 100 ans dans les réserves du musée avant d'être correctement décrit et nommé.

## Description

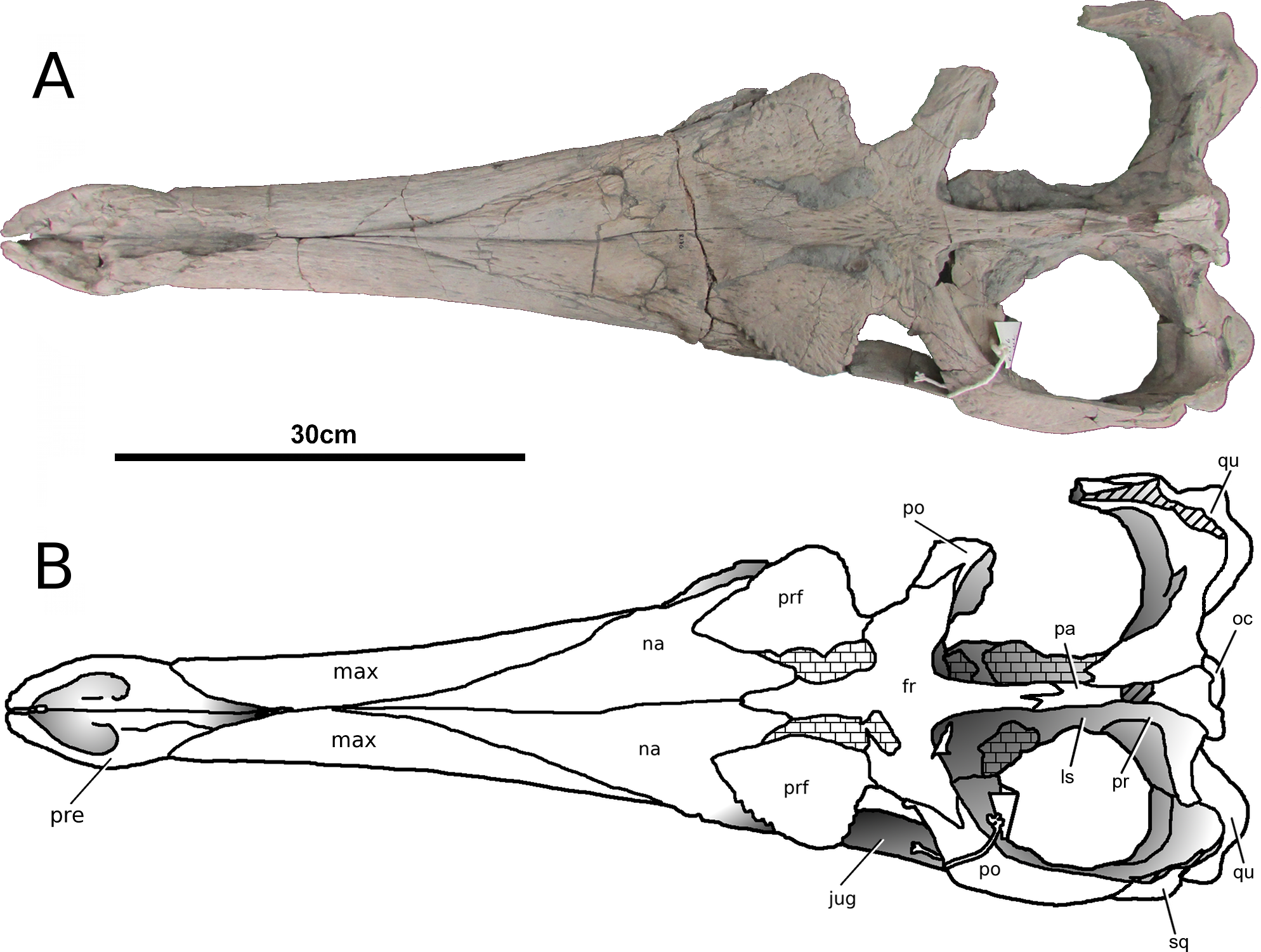
Crâne fossile de Tyrannoneustes lythrodectikos.

Ce « crocodile » marin, en forme de dauphin, mesurait 5 mètres de long dont 66 centimètres pour sa mandibule et 90 centimètres pour son crâne (les deux ont été retrouvés presque complets). Sa taille et ses dents acérées comme des lames lui confèrent une position de superprédateur dans la chaîne alimentaire. C'est le plus grand des Metriorhynchidae du Callovien, il sera remplacé au Jurassique supérieur par d'autres genres de grands de Geosaurinae superprédateurs comme Plesiosuchus, Dakosaurus et Torvoneustes.
Des fossiles découverts dans la formation géologique des marnes de Dives du Callovien supérieur du département du Calvados en Normandie, lui ont été attribués.

## Classification
L'espèce Tyrannoneustes lythrodectikos a été décrite en 2013 par Mark T. Young (d), Marco Brandalise de Andrade (d), Steve Brusatte, Manabu Sakamoto (d) et Jeff Liston (d), 2013.